# Diễu hành (Satie)

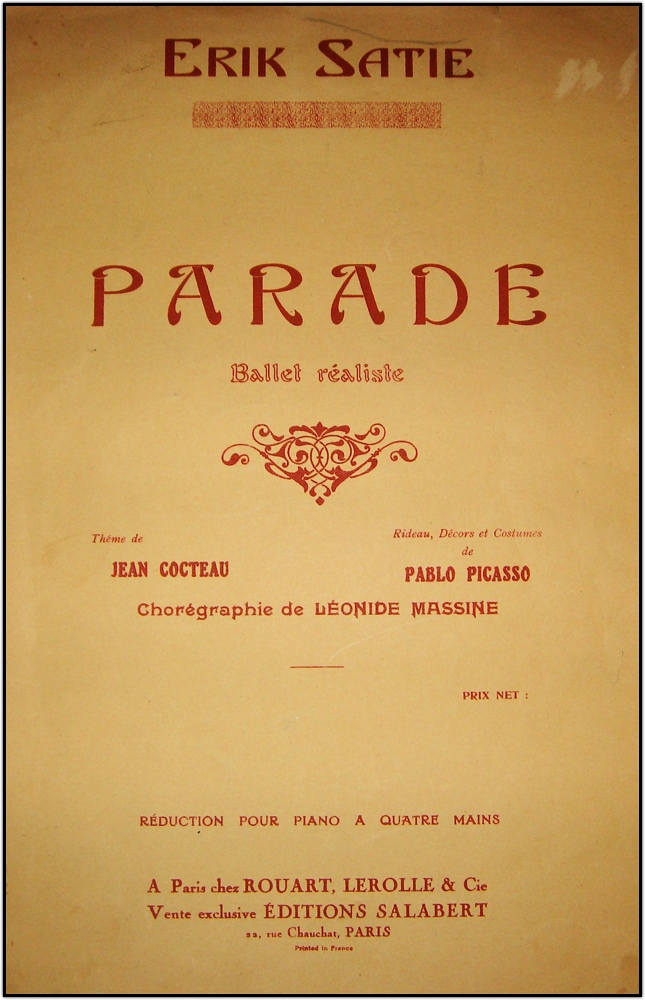

Diễu hành (tiếng Pháp: Parade) là vở ballet hiện thực 1 màn của nhà soạn nhạc người Pháp Erik Satie. Người viết lời cho tác phẩm là Jean Cocteau, biên đạo múa là Léonide Massine và trang trí là Pablo Picasso. Tác phẩm được trình diễn lần đầu tiên tại Paris vào năm 1917.